# Alphonsea philastreana
Alphonsea philastreana är en kirimojaväxtart som först beskrevs av Jean Baptiste Louis Pierre, och fick sitt nu gällande namn av Achille Eugène Finet och François Gagnepain. Alphonsea philastreana ingår i släktet Alphonsea och familjen kirimojaväxter. Inga underarter finns listade i Catalogue of Life.